# Ганс-Бернгард Міхаловскі
Ганс-Бернгард Міхаловскі (нім. Hans-Bernhard Michalowski; 13 квітня 1912, Кіль — 20 травня 1941, Білефельд) — німецький офіцер-підводник, капітан-лейтенант крігсмаріне.

## Біографія
1 квітня 1933 року вступив на флот. В листопаді-грудні 1939 року — командир підводного човна U-6, з 21 грудня 1939 року — U-62, на якому здійснив 5 походів (разом 109 днів у морі). Помер у військовому шпиталі.
Всього за час бойових дій потопив 2 кораблі загальною водотоннажністю 5931 тонну.
| Дата           | Назва корабля     | Тип               | Тоннаж | Вантаж                  | Екіпаж | Загинули | Країна             | Конвой |
| -------------- | ----------------- | ----------------- | ------ | ----------------------- | ------ | -------- | ------------------ | ------ |
| 29 травня 1940 | HMS Grafton (H89) | Есмінець          | 1,350  |                         | 931    | 51       | Британська імперія |        |
| 19 липня 1940  | Pearlmoor         | Торговий пароплав | 4,581  | 7860 тонн залізної руди | 39     | 13       | Британська імперія | SL-38  |

## Звання
- Кандидат в офіцери (1 квітня 1933)
- Фенріх-цур-зее (1 липня 1934)
- Оберфенріх-цур-зее (1 квітня 1936)
- Лейтенант-цур-зее (1 жовтня 1936)
- Оберлейтенант-цур-зее (1 червня 1938)
- Капітан-лейтенант (1 січня 1941)

## Нагороди
- Медаль «За вислугу років у Вермахті» 4-го класу (4 роки)